# Klíčová socha
Klíčová socha, nazývaná také klíčová revoluce, je ocelová plastika. Je umístěna nedaleko hlavního nádraží v městské části Hodolany města Olomouc v okrese Olomouc v nížině Hornomoravský úval a na Hané.

## Autor a historie a umístění
Autorem díla, které bylo vztyčeno v roce 2010 v Olomouci, je český výtvarník Jiří David (* 1956). Netradiční Klíčová socha byla součástí putovní výstavy autora a byla úmístěna v Praze (2010), následně se objevila v Olomouci, Ostravě, Brně, slovenských Košicích (2013–2019), Mikulově (2019) a opět v Olomouci na Palachově náměstí, pak u Terezské brány a nakonec na současném místě, tj. před hlavním nádražím. Plastiku odkoupil Robert Runták a daroval ji městu Olomouc.

## Popis díla
Plastika je vyrobena z 80 000 klíčů připevněných na zakřivené nosné ocelové konstrukci vetknuté v podloží pomocí kotevních šroubů. Celková výška díla je asi 7 m, má hmotnost 7000 kg a tvoří nápis „Revoluce“. Klíče, které darovala firma Vodafone, jsou symbolem politických změn Sametové revoluce z roku 1989. Případně, dle autora, je to názor na dvacet let od Sametové revoluce. Motiv klíčů přímo odkazuje na cinkání klíči během demonstrací Sametové revoluce. Plastika je tvořena z klíčů z organizované sbírky klíčů, kdy lidé v průběhu 2 měsíců (u příležitosti dvacátého výročí Sametové revoluce), přinesli do prodejen Vodafone po celém Česku celkem 85 741 klíčů. Jednotlivá písmena nápisu „Revoluce“ ukazují na dobu socialistického Československa. Písmeno velké „R“ je převzato z tehdejších hlavních novin Rudé právo, písmeno velké „E“ je zase z tehdejší značky toaletního papíru a písmeno malé „v“ je z tehdejšího obalu od vaty. Písmeno velké „O“ je z tehdejšího obalu žvýkaček Pedro, písmeno velké „L“ je zase z tehdejší televizní reklamy pan Vajíčko, písmeno velké „U“ je zase z tehdejších (pro mnohé nedostupných) tuzexových poukazů bonů, písmeno velké „C“ je vzato z loga tehdejší cestovní kanceláře a poslední písmeno velké „E“ je převzato z fontu písma tehdejší legitimace KSČ. Celý tvar plastiky také připomíná šroubovici DNA, což odkazuje na „pohyb“ a společenskou „nestabilitu“, kdy každým okamžikem hrozí pád. Jednotlivá písmena umístěná výše drtí ta písmena, která jsou umístěna pod nimi, a to ukazuje na autorovy pocity, tlak a polemiku nad současnou společností. Originální dílo bývá přijímáno pozitivně i kriticky. Není to jen památník Sametové revoluce, ale je to i dílo kritizující současnou společnost a má „zneklidňovat“ a „provokovat“ kolemjdoucí a případně i působit humorně.

### Citát autora
Plastika vyjadřuje ambivalenci, kterou při pohledu na dnešní společnost a politiku pociťuji

## Další informace
Dílo je celoročně volně přístupné.

## Galerie

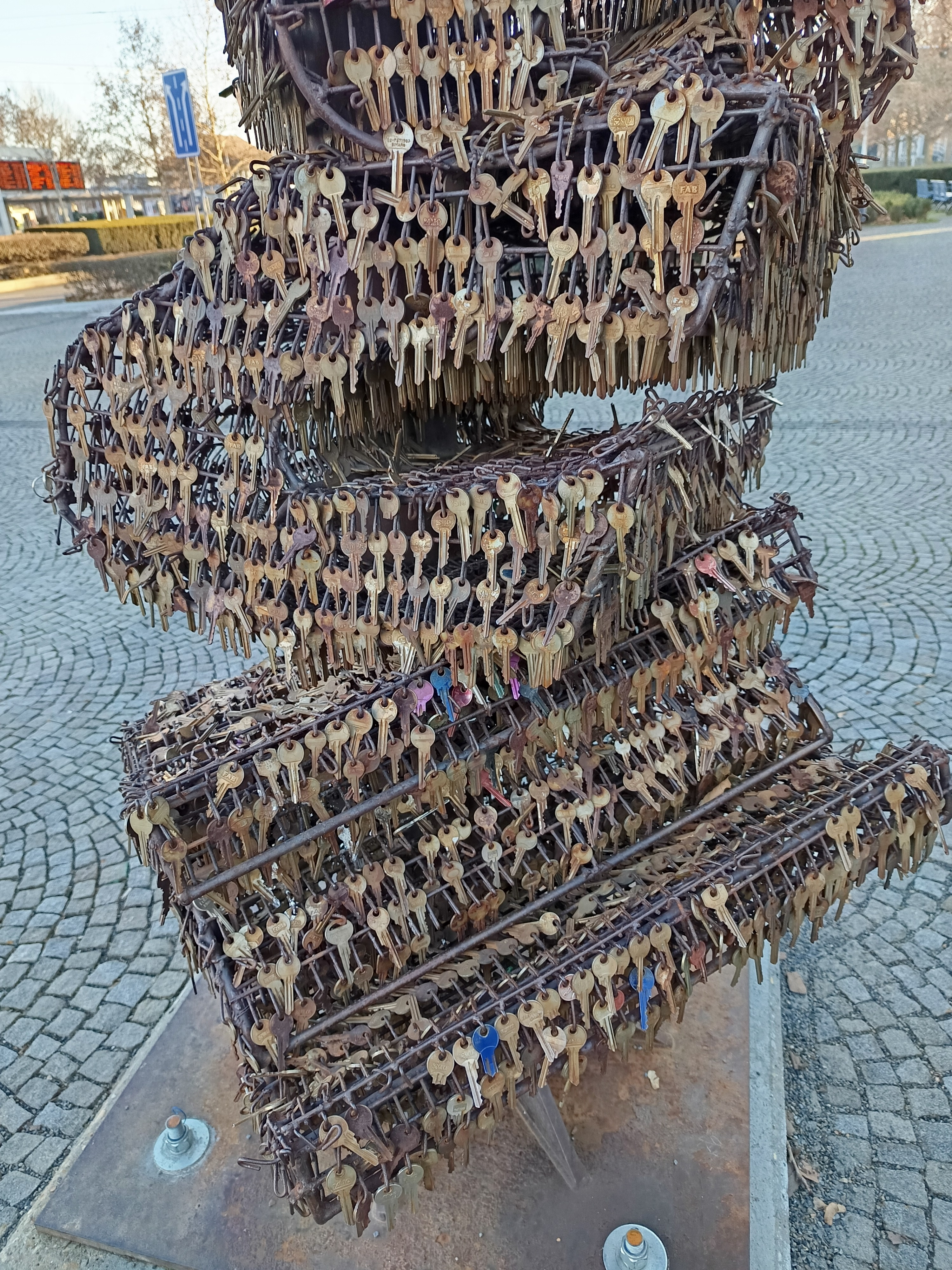
Detail struktury díla
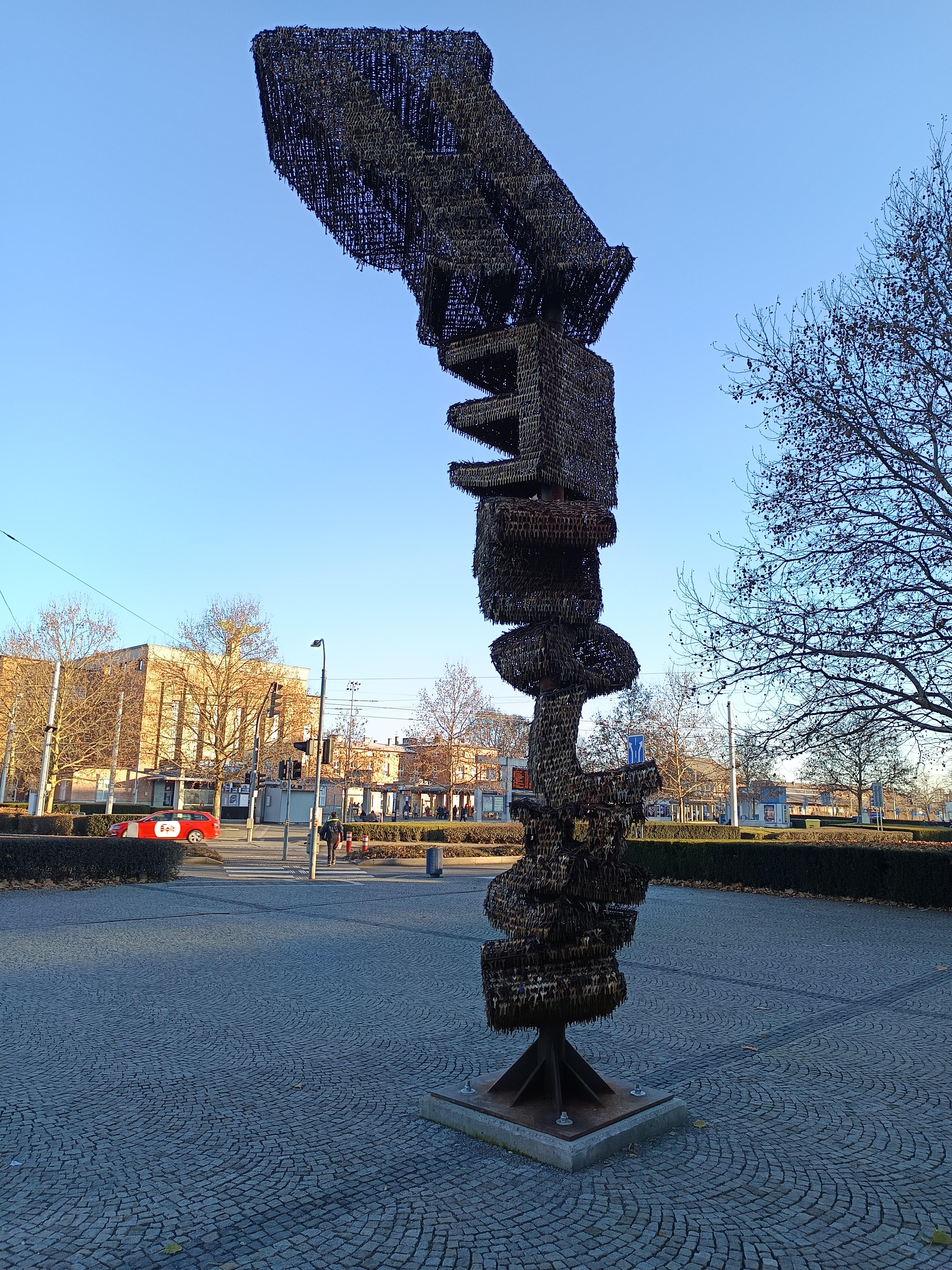
Dílo s pozadím nádražních budov